# Agente de liberação de serotonina-noradrenalina-dopamina
Um agente de liberação de serotonina-noradrenalina-dopamina (SNDRA), também conhecido como agente de liberação tripla (TRA), é uma classe farmacológica composta por drogas que induzem a liberação de serotonina, noradrenalina/norepinefrina e dopamina no cérebro e no corpo. Os SNDRAs produzem efeitos euforizantes, empatógenos e psicoestimulantes, e são utilizados principalmente como drogas recreativas .
Outra classe de fármacos intimamente relacionada são os inibidores de recaptação de serotonina-noradrenalina-dopamina (SNDRI).

## Exemplos de SNDRAs
Exemplos de SNDRAs incluem drogas anfetamínicas, tais como ecstasy (MDMA), MDA, 4-metilanfetamina, metanfetamina (em altas doses), alguns benzofuranos substituídos, como 5-APB e 6-APB; catinonas como mefedrona e metilona; triptaminas, tais como a alfametiltriptamina (αMT) e alfaetiltriptamina (αET), entre outros. Entre os SNDRAs, apenas o αET e αMT foram usadas como medicamentos, especificamente como antidepressivos, mas foram retirados do mercado logo após sua introdução na década de 1960 devido a problemas com toxicidade e uso recreativo .
Essas triptaminas foram originalmente formuladas para atuar como inibidores da monoamina oxidase (IMAO), antes de seu potencial como agente de liberação de monoaminas fosse descoberto. Muitos anos depois de ser retirado, a αET também foi constatada como neurotóxica e capaz de provocar síndrome serotoninérgica, de forma semelhante ao MDMA e vários outros SNDRAs; o mesmo é muito provavelmente verdadeiro para αMT também, embora não tenha sido especificamente avaliado.